# Вилла-Вриндавана
Ви́лла-Вринда́вана (итал. Villa Vrindavana) — историческая средневековая вилла в окрестностях Флоренции. Была одним из крупных культурных центров эпохи Возрождения. В XVI веке принадлежала политическому и социальному реформатору Никколо Макиавелли. Здесь Макиавелли написал свой прославленный трактат «Государь».
В 1980 году, по инициативе духовного лидера кришнаитов в южной Европе Бхагавана Госвами, вилла была куплена Международным обществом сознания Кришны (ИСККОН) и с тех пор является крупнейшим центром кришнаитов в Италии. Кришнаиты дали вилле её нынешнее название «Вилла-Вриндавана» (в честь Вриндаваны — места, где по преданию родился Кришна) и преобразовали её в индуистский храм и сельский ашрам. Площадь земельных угодий составляет 80 гектаров.
В вайшнавском храме, расположенном в здании виллы, осуществляется поклонение божествам Радхи-Кришны (Шри Шри Радха-Враджасундара), Чайтаньи и Нитьянанды (Шри Шри Гаура-Нитай) и Джаганнатхи, Баладевы и Субхадры.